# CB Breogán
Club Baloncesto Breogán är en spansk basketklubb från Lugo. Bildades 1966 och lagets hemmaarena heter Pazo dos Deportes. Stadion har en totalkapacitet på 7 500 åskådarplatser.